# Anastatus tennysoni
Anastatus tennysoni är en stekelart som först beskrevs av Girault 1921.  Anastatus tennysoni ingår i släktet Anastatus och familjen hoppglanssteklar. Inga underarter finns listade i Catalogue of Life.